# 2. HMNL 2009./10.
Druga hrvatska malonogometna liga za sezonu 2009./10. Sudjelovalo je ukupno 39 klubova u 4 skupine - Istok", "Jug", "Sjever" i "Zapad", sa završnim doigravanjem. 

## Ljestvice

### Istok
| mj | klub                      | ut | pob | ner | por | gol+ | gol- | bod |
| -- | ------------------------- | -- | --- | --- | --- | ---- | ---- | --- |
| 1. | Areča (Osijek)            | 16 | 11  | 2   | 3   | 83   | 49   | 35  |
| 2. | Vinkovci (Vinkovci)       | 16 | 10  | 3   | 3   | 100  | 75   | 33  |
| 3. | Ivankovo (Ivankovo)       | 16 | 9   | 3   | 4   | 99   | 85   | 30  |
| 4. | MG Unitas (Nova Gradiška) | 16 | 8   | 2   | 6   | 98   | 77   | 26  |
| 5. | Virovitica (Virovitica)   | 16 | 7   | 2   | 7   | 83   | 83   | 23  |
| 6. | Đakovo (Đakovo)           | 16 | 6   | 1   | 9   | 83   | 97   | 19  |
| 7. | Mursa (Osijek)            | 16 | 5   | 2   | 9   | 85   | 87   | 17  |
| 8. | Mala Mljekara (Valpovo)   | 16 | 5   | 1   | 10  | 61   | 82   | 16  |
| 9. | Bonita (Požega)           | 16 | 3   | 0   | 13  | 60   | 116  | 9   |

### Zapad
| mj | klub                     | ut                    | pob                   | ner                   | por                   | gol+                  | gol-                  | bod                   |
| -- | ------------------------ | --------------------- | --------------------- | --------------------- | --------------------- | --------------------- | --------------------- | --------------------- |
| 1. | Albona (Labin)           | 14                    | 11                    | 0                     | 3                     | 75                    | 39                    | 33                    |
| 2. | Otočac (Otočac)          | 14                    | 10                    | 1                     | 3                     | 74                    | 53                    | 31                    |
| 3. | Histria (Oprtalj)        | 14                    | 8                     | 1                     | 5                     | 74                    | 62                    | 25                    |
| 4. | Kastav (Kastav)          | 14                    | 6                     | 1                     | 7                     | 85                    | 77                    | 19                    |
| 5. | Domino (Rijeka)          | 14                    | 7                     | 0                     | 7                     | 81                    | 79                    | 15 (-6)               |
| 6. | Grobnik (Čavle)          | 14                    | 4                     | 0                     | 10                    | 60                    | 77                    | 9 (-3)                |
| 7. | Gornji Kraj (Crikvenica) | 14                    | 6                     | 1                     | 7                     | 60                    | 68                    | 3 (-16)               |
| 8. | Lošinj (Mali Lošinj)     | 14                    | 2                     | 0                     | 12                    | 33                    | 87                    | 3 (-3)                |
| 9. | Plavci (Poreč)           | odustali tokom sezone | odustali tokom sezone | odustali tokom sezone | odustali tokom sezone | odustali tokom sezone | odustali tokom sezone | odustali tokom sezone |

### Sjever
| mj | klub                   | ut                    | pob                   | ner                   | por                   | gol+                  | gol-                  | bod                   |
| -- | ---------------------- | --------------------- | --------------------- | --------------------- | --------------------- | --------------------- | --------------------- | --------------------- |
| 1. | Siscia (Sisak)         | 14                    | 11                    | 0                     | 3                     | 77                    | 41                    | 33                    |
| 2. | Zagreb Zapad (Zagreb)  | 14                    | 11                    | 0                     | 3                     | 67                    | 39                    | 33                    |
| 3. | OVB Allfinanz (Zagreb) | 14                    | 10                    | 1                     | 3                     | 57                    | 27                    | 31                    |
| 4. | Zagreb Puljić (Zagreb) | 14                    | 6                     | 0                     | 8                     | 70                    | 58                    | 18                    |
| 5. | Kutina (Kutina)        | 14                    | 5                     | 1                     | 8                     | 53                    | 73                    | 16                    |
| 6. | Sokoli (Samobor)       | 14                    | 5                     | 0                     | 9                     | 56                    | 78                    | 15                    |
| 7. | Jastreb (Jastrebarsko) | 14                    | 4                     | 0                     | 10                    | 37                    | 75                    | 12                    |
| 8. | Ban Jelačić (Zaprešić) | 14                    | 2                     | 2                     | 10                    | 41                    | 67                    | 8                     |
| 9. | Malešnica (Zagreb)     | odustali tokom sezone | odustali tokom sezone | odustali tokom sezone | odustali tokom sezone | odustali tokom sezone | odustali tokom sezone | odustali tokom sezone |

### Jug
| mj  | klub                        | ut | pob | ner | por | gol+ | gol- | bod |
| --- | --------------------------- | -- | --- | --- | --- | ---- | ---- | --- |
| 1.  | Murter (Murter)             | 22 | 17  | 1   | 4   | 112  | 58   | 52  |
| 2.  | Porto Tolero (Ploče)        | 22 | 16  | 2   | 4   | 99   | 52   | 50  |
| 3.  | Solin (Solin)               | 22 | 13  | 2   | 7   | 90   | 66   | 41  |
| 4.  | Novo Vrijeme (Makarska)     | 22 | 11  | 5   | 6   | 119  | 78   | 38  |
| 5.  | Stari gradski park (Šibenik | 22 | 12  | 1   | 9   | 78   | 71   | 37  |
| 6.  | Square (Dubrovnik)          | 22 | 7   | 4   | 11  | 90   | 91   | 25  |
| 7.  | Ustanik (Split)             | 22 | 7   | 4   | 11  | 79   | 105  | 25  |
| 8.  | Škver (Split)               | 22 | 6   | 6   | 10  | 89   | 98   | 24  |
| 9.  | Trogir Favorit (Trogir)     | 22 | 7   | 2   | 13  | 73   | 101  | 23  |
| 10. | Lumbarda (Lumbarda)         | 22 | 7   | 2   | 13  | 68   | 100  | 23  |
| 11. | UHBDDR (Dugopolje)          | 22 | 7   | 2   | 13  | 74   | 116  | 23  |
| 12. | Skalice (Split)             | 22 | 6   | 1   | 15  | 75   | 111  | 19  |

### Razigravanje za prvaka II. HMNL
| mj | klub                  | ut | pob | ner | por | gol+ | gol- | bod |
| -- | --------------------- | -- | --- | --- | --- | ---- | ---- | --- |
| 1. | Murter (Murter)       | 6  | 5   | 1   | 0   | 46   | 22   | 16  |
| 2. | Zagreb Zapad (Zagreb) | 6  | 4   | 1   | 1   | 35   | 27   | 13  |
| 3. | Albona (Labin)        | 6  | 1   | 0   | 5   | 28   | 39   | 3   |
| 4. | Areča (Osijek)        | 6  | 1   | 0   | 5   | 20   | 41   | 3   |

## Unutrašnje poveznice
- Prva hrvatska malonogometna liga 2009./10.
- Hrvatski malonogometni kup 2009./10.